# روبيرتو غوانا
روبيرتو غوانا (بالإيطالية: Roberto Guana)‏ (مواليد 21 يناير 1981 في بريشا - إيطاليا) لاعب كرة قدم إيطالي يلعب حاليا لصالح نادي الدرجة الأولى بولونيا الإيطالي منذ 2009 في مركز الوسط المدافع .

## روابط خارجية
- روبيرتو غوانا على موقع قاعدة بيانات كرة القدم.إي يو (الإنجليزية)
- روبيرتو غوانا على موقع Soccerway.com (الإنجليزية)
- روبيرتو غوانا على موقع عالم كرة القدم.نت (الإنجليزية)
- روبيرتو غوانا على موقع AS.com (الإسبانية)